# Jimboïta
La jimboïta és un mineral de la classe dels borats. Rep el seu nom del professor Kotora Jimbo, el fundador de l'Institut de Mineralogia de la Universitat de Tòquio.

## Característiques
La jimboïta és un borat de fórmula química Mn2+
3(BO₃)₂. A més dels elements de la seva fórmula, pot contenir impureses de magnesi de manera habitual. Va ser aprovada com a espècie vàlida per l'Associació Mineralògica Internacional l'any 1963. Cristal·litza en el sistema ortoròmbic. Es troba en forma de cristalls aplanats anèdrics, de fins a 5 mm, o granular. La seva duresa a l'escala de Mohs és 5,5.
Segons la classificació de Nickel-Strunz, la jimboïta pertany a «06.AA - Monoborats, BO₃, sense anions addicionals; 1(D).» juntament amb els següents minerals: sassolita, nordenskiöldina, tusionita, kotoïta i takedaïta.

## Formació i jaciments
Probablement formada per reaccions metasomàtiques entre solucions hidrotermals que contenen bor, i rodocrosita en dipòsits en bandes de manganès. Sol trobar-se associada a altres minerals com: rodocrosita, tefroïta, galaxita, jacobsita, alabandita, galena, pirrotina i calcopirita. Va ser descoberta l'any 1963 a la mina Kaso, a la ciutat de Kanuma (Tochigi, Honshū, Japó). També ha estat descrita a altres dues mines japoneses: la mina Fuji, a Wakasa-cho, i a la mina Ritoh, a Midori, ambdues a l'illa de Honshū.